# Басен (Франция)
Басе́н (фр. Bassing) — коммуна во французском департаменте Мозель региона Лотарингия. Относится к кантону Дьёз.

## Географическое положение
Басен расположен в 55 км к юго-востоку от Меца. Соседние коммуны: Небен на севере, Мольрен, Гензелен и Лор на северо-востоке, Лостроф, Домнон-ле-Дьёз и Кюттен на юго-востоке, Бидестроф на юго-западе, Геблен и Бургальтроф на западе, Маримон-ле-Бенестроф и Бенестроф на северо-западе.

## История
- Деревня шателье Дьёз герцогства Лотарингия, известна в 1257 году как Bessingen.
- С XVII века до французской революции здесь располагался монастырь.

## Демография
По переписи 2008 года в коммуне проживало 142 человека.	

## Достопримечательности
- Стела в память Антуана Бешампа.
- Церковь Сен-Морис, 1762 года.

## Известные уроженцы

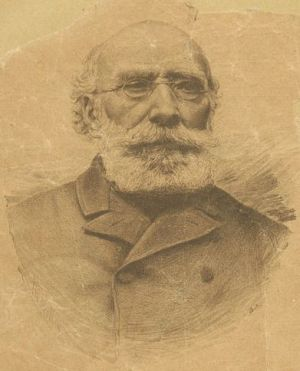
Антуан Бешамп.

- Антуан Бешамп (фр. Antoine Béchamp; 1816—1908) — французский биолог, один из авторов теории плеоморфизма, конкурировавшей в своё время с теорией о бактериальном генезе инфекционных заболеваний.